# Groups, Geometry, and Dynamics
Groups, Geometry, and Dynamics est une revue scientifique mathématique trimestrielle, publiée par la Société mathématique européenne. Comme d'usage, les articles proposés sont évalués par les pairs.
La revue a été créée en 2007. Elle couvre tous les sujets de la théorie des groupes moderne et notamment la théorie géométrique, asymptotique et combinatoire, la dynamique des actions de groupe, les méthodes probabilistes et analytiques, l'interaction avec la théorie ergodique et les algèbres d'opérateurs. Les domaines concernés sont en particulier
- théorie géométrique des groupes ;
- théorie asymptotique des groupes ;
- théorie combinatoire des groupes ;
- probabilités sur les groupes ;
- aspects de calcul et complexité ;
- analyse harmonique et fonctionnelle sur les groupes ;
- théorie ergodique des actions de groupe ;
- cohomologie des groupes et cohomologies exotiques ;
- groupes et topologie de faible dimension ;
- actions de groupe sur les arbres.

Le journal est indexé par les Mathematical Reviews et par Zentralblatt MATH. Son Mathematical citation quotient en 2009 était 0.65, et son facteur d'impact est 0.553 en 2015.